# Tomas Sandström
Tomas Sandström (* 4. září 1964, Jakobstad) je bývalý švédský lední hokejista narozený ve Finsku. Nastupoval především na postu křídelního útočníka. Se švédskou reprezentací se stal mistrem světa v roce 1987, získal bronzovou medaili na olympijských hrách v Sarajevu roku 1984 a stříbro na Kanadském poháru 1984. Zúčastnil se i olympijských her v Naganu roku 1998 (5. místo). V letech 1984 až 1999 působil v severoamerické NHL, kde odehrál 983 utkání v základní části a 139 ve Stanleyově poháru. Dosáhl tam bilance 856 kanadských bodů (z toho 394 gólů), což z něj činí 25. nejúspěšnějšího Evropana a 10. Švéda v dějinách NHL (k lednu 2024). Dalších 81 bodů dosáhl ve Stanleyově poháru (32 gólů). V roce 1997 vyhrál Stanleyův pohár s Detroit Red Wings. Působil v zámoří v klubech New York Rangers (1984–1990), Los Angeles Kings (1990–1994), Pittsburgh Penguins (1994–1996), Detroit Red Wings (1996–1997) a Anaheim Ducks (1997–1999). Ve Švédsku hrál nejvyšší soutěž za Brynäs IF (1982–1984) a Malmö IF (1994, 1999–2002). Dvakrát získal Viking Award pro nejlepšího švédského hokejistu v Severní Americe (1986–87, 1990–91). Po skončení hráčské kariéry pracoval jako hasič v Trelleborgu. Je strýcem hokejisty Lucase Sandströma.